# Capillaria aerophila
Capillaria aerophila е кръгъл паразитен червей обитаващ дихателните пътища на кучета, лисици и представители от семейство Котки. В зависимост от степента на инвазия причиняват по-слаб или силен трахеит и бронхит.

## Морфологични особености
Женските са с размери около 30 mm, а мъжките 25 mm. Яйцата имат бъчвообразна леко асиметрична форма с две запушалки на двата полюса. Повърхността им е леко грапава, мрежеста, а размерите са 65/70 μm.

## Жизнен цикъл
Яйцата се преглъщат с храчката отделена при кашляне. От там с фекалиите се отделят навън. При благоприятни условия във външната среда се излюпват и за около 5 до 7 седмици се развиват до ларва III-стадий. Поемането на ларвата от крайните гостоприемници става със замърсена храна. От червата на гостоприемника преминават лигавицата и по кръвен път се отправят до белите дробове. Тук за около 40 дни достигат до полова зрялост.